# Еловое (Красноярский край)
Еловое — село в Емельяновском районе Красноярского края, административный центр Еловского сельсовета.

## География
Находится на юге района примерно в 6 километрах по прямой на юго-запад от районного центра посёлка Емельяново.

## Климат
Климат резко континентальный. Среднемесячная температура воздуха июля составляет +19 °C, а самого холодного месяца — января −16 °C. Средняя продолжительность безморозного периода — 120 дней, с температурой +10 °C — 114 дней, средняя дата последнего заморозка — весной 22 июня, первого, осенью — 20 сентября. Продолжительность безморозного периода 95-116 дней. Годовая сумма осадков составляет до 430—680 см, причём большая часть их выпадает в тёплый период года.

## История
Известна с 1758 года как поселение казаков.

## Население
Постоянное население составляло 1520 человека в 2010 году (88 % русские), 1517 — в 2010.